# Mesak Settafet

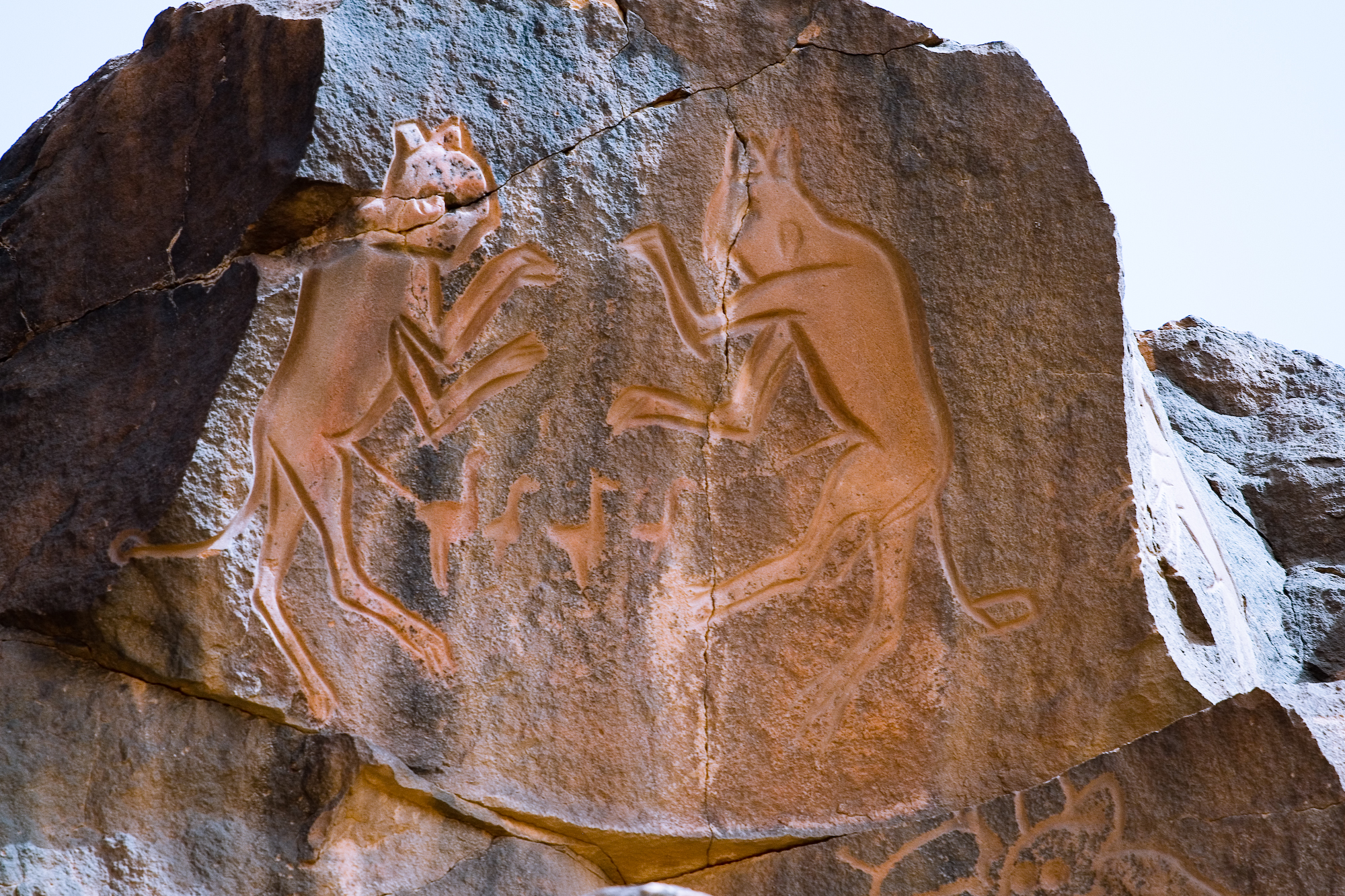
"Gatos luchando", el grabado más conocido del uadi Matkhendush, en Messak Settafet.

Messak Settafet forma parte de la meseta de Messak, en el sudoeste de Libia, en la región de Fezán. Junto con las montañas de Acacus, constituye una de las reservas más importantes de arte rupestre del desierto del Sahara. Destacan los sitios de Matkhendush, In Ghalgiwan, Tiksaten e In Abategh, donde se encuentran algunas de las obras más interesantes del norte de África.
Messak es una larga meseta de arenisca en forma de media luna, situada entre los ergs de Ubari, al norte y de Murzuk, al sur. Tiene una extensión aproximada de 10.000 km², unos 250 km de longitud y entre 40 y 60 km de anchura. El norte de la meseta forma un escarpe que bordea el uadi Adjal. Está formado por capas del Cretácico Inferior que tienen una suave inclinación hacia el sur, haciendo que todos los ríos, o uadis, drenen en esa dirección, salvo algunos torrentes cortos que descienden hacia el norte.
El escarpe empieza dirigiéndose desde el nordeste hacia el sudoeste, pero acaba dirigiéndose hacia el sur, formando una especie de cubeta bajo la cual se encuentra el erg de Murzuk. 

## Messak Settafet
La parte norte de la meseta se conoce como Messak Settafet (Messak Negro). Su superficie, ligeramente inclinada hacia el sur, está cubierta por un erg con grandes piedras oscuras que desciende hasta sumergirse en el erg de Murzuk. Las cimas (adrar) más altas se encuentran en el norte. Esta zona está atravesada por varios uadis que discurren de norte a sur y que son cada vez menos profundos hasta desvanecerse antes de llegar al erg de Murzuk, donde otro uadi, Berjuj, que discurre de oeste a este, separa la meseta del erg. En este uadi se encuentra la población de Murzuk.
En su parte oeste, la meseta se estrecha y después de cruzar dos pasos, Tilemsin y Anai, se convierte en el Messak Mellet (Messak Blanco), de mucha menor importancia.

## El arte rupestre

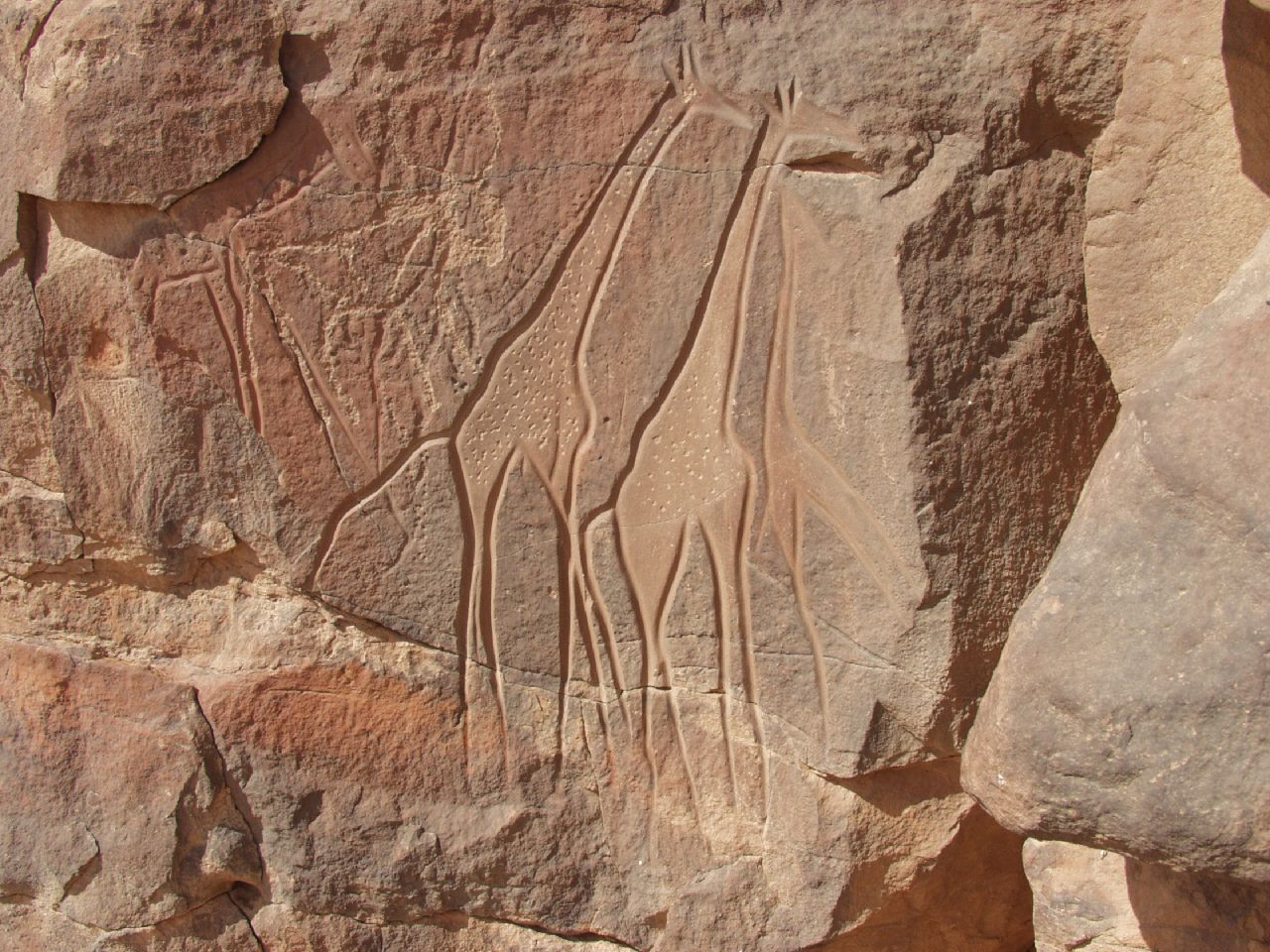
Jirafas en el uadi Matkhendus

La primera descripción del arte rupestre de esta región la hace en 1857 Heinrich Bart, quien recorrió en 1850 el uadi Tilizzaghen. En 1937, el etnólogo alemán Leo Frobenius, que recorre los uadis Tilizzaghen e In Habeter (o Abeter), en el área de Bergiug, publica en 1937 el libro Ekade Ektab sobre el arte rupestre del Fezán. En 1938, Paolo Graziosi organiza la primera expedición dirigida a estudiar únicamente el Messak y recorre la ruta de las caravanas desde el oasis de El Awaynat a través de los uadis antes mencionados. Graziosi volverá en los años sesenta para realizar una investigación más sistemática.
Graziosi encuentra numerosos grabados en los que se suceden varias fases. En la primera, se encuentran figuras míticas con cabeza de animal, seguida de una fase pastoral, en que aparecen animales domésticos, con collares y pendientes, y también escenas de caza, con rinocerontes y elefantes. También aparecen escenas de caza con caballos, y posteriormente se entra en la fase del camello.
Durante muchos años, esta región estuvo abandonada, hasta que empezaron las prospecciones petrolíferas, que no tienen demasiada consideración con los grabados que se hallan cerca de las pistas por donde transitan los camiones.

## Los uadis
La meseta de Messak es una planicie casi perfecta que se encuentra rota únicamente por las profundas incisiones de los uadis que descienden de norte a sur hasta el erg de Murzuk, atravesado a su vez por tres grandes uadis que discurren de oeste a este, Adjal, Ash Shati y Berjuj.
El arte rupestre se encuentra en los uadis que atraviesan la meseta. La abundancia de grabados y restos líticos muestra que la zona fue ocupada durante los periodos Pleistoceno y Holoceno.

## Los restos prehistóricos
Los nombres de los uadis son locales y varían según el uso, de manera que no son muy conocidos, de ahí que los arqueólogos hayan creado su propia denominación. Dentro de cada uadi, además, se encuentran numerosas localizaciones designadas con las letras MES y un número, por ejemplo, MES50, a 650 m de altitud, consiste en un inselberg de 79 m de longitud por 33 m de anchura y un perímetro de 194 m a cuyo alrededor hay evidencias de ocupación humana prehistórica, túmulos, círculos de piedra y artefactos líticos. En las laderas del inselberg, casi verticales en su parte superior, hay un gran número de grabados en los que aparecen animales, algunos con jinetes, e inscripciones. Los artefactos líticos pertenecen al Holoceno, pero los túmulos son mucho más recientes. Por ejemplo, en MES51 hay tumbas islámicas.
Los yacimientos abarcan las fases achelense, musteriense-ateriense y neolítica. Los restos más antiguos, de hace entre 9.200 y 5.500 años, pertenecen a una época más húmeda de principios del Holoceno.

## El uadi Matkhendush

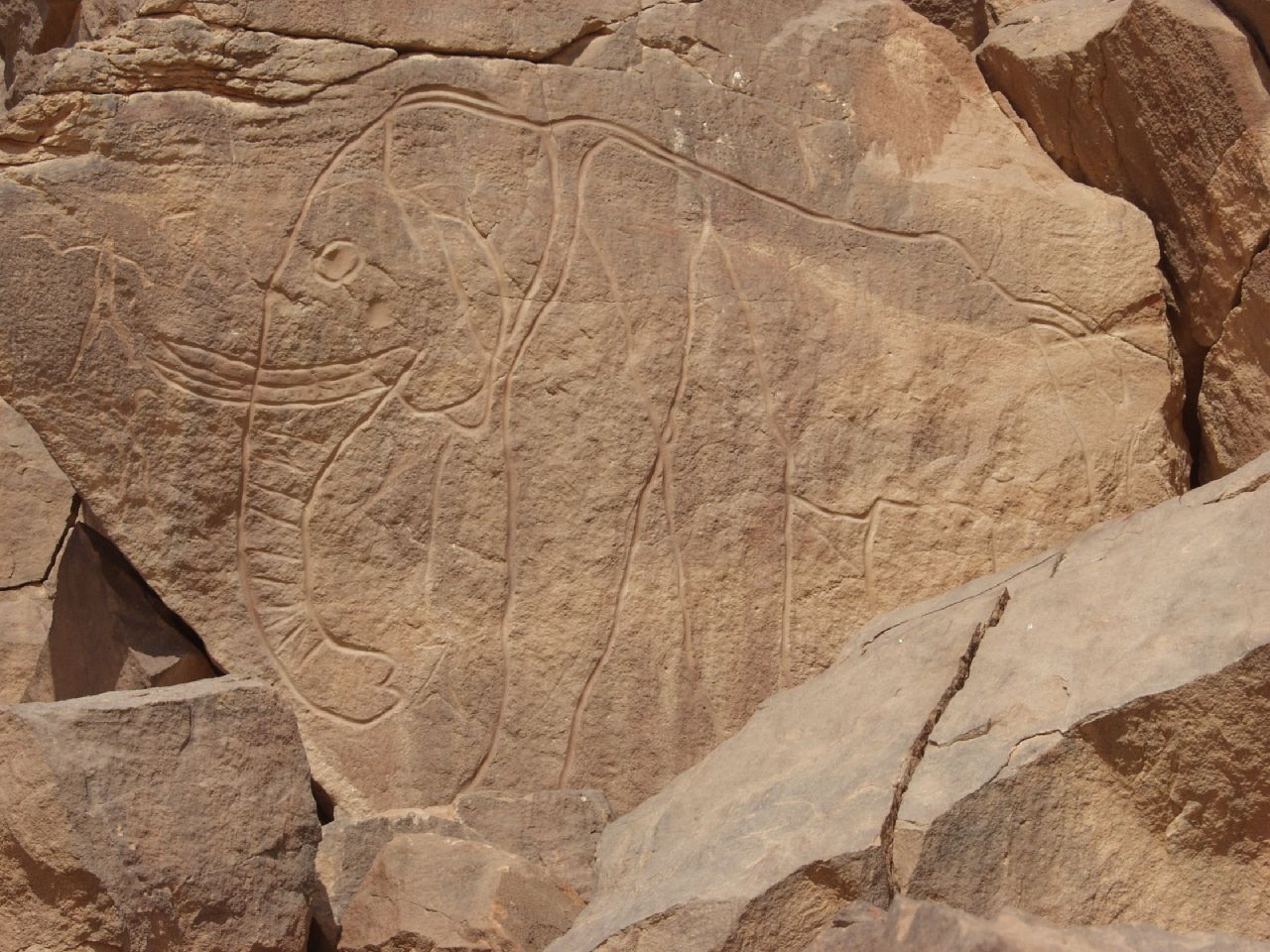
Elefante en el uadi Matkhendous

Es el más conocido. También se escribe Mathendous y Matkhandoush. Contiene un depósito antrópico datado de entre hace 6.800 y 4.600 años, cuando la sabana se convierte en un desierto. En la cuenca de un lago seco que hay en la zona se han encontrado niveles de tres épocas diferentes, que se inician hace 10.000 años. Sobre las rocas y en las cuevas se han encontrado algunos de los grabados más bellos del desierto. En ellos, aparecen retratados con toda claridad jirafas, elefantes, rinocerontes, hipopótamos, búfalos de una especie extinta (Buffalus antiquus) y gacelas, pero también hay cazadores corriendo detrás de grupos de gacelas y mujeres con los pechos desnudos. 
El grabado más conocido de Matkhendush es "La lucha de gatos", en que aparecen dos de estos animales enfrentados.